# Etienne Claeys
Etienne Claeys (Brugge, 11 oktober 1902), beter bekend onder het pseudoniem Jack Etienne, was een Belgisch bokser.

## Levensloop
Claeys was actief in de jaren 20 en de eerste helft van de jaren 30 van de 20e eeuw. Hij was lange tijd Belgisch kampioen (KBBB) bij de lichtzwaargewicht. In februari 1929 kampte hij met de Italiaan Michele Bonaglia voor de EBU-titel. Bonaglia won echter op punten. In april 1933 kampte hij met de Brit John Andersson voor de EBU-titel. Het was Andersson die deze kamp in zijn voordeel beslechtte.